# Jerzy II (landgraf Hesji-Darmstadt)
Jerzy II (ur. 17 marca 1605 r. w Darmstadt, zm. 11 czerwca 1661 r. tamże) – landgraf Hesji-Darmstadt od 1626 r.

## Życiorys
Ludwik był najstarszym spośród synów landgrafa Hesji-Darmstadt Ludwika V Wiernego i Magdaleny, córki margrabiego-elektora brandenburskiego Jana Jerzego Hohenzollerna. Po objęciu tronu w 1626 r. w Hesji-Darmstadt starał się podtrzymać przewagę nad kuzynem Wilhelmem V z Hesji-Kassel. W 1627 r. zawarł układ, w którym potwierdził korzystne dla Hesji-Darmstadt rozstrzygnięcie sądu cesarskiego z 1623 r. dotyczącego przyznania landgrafom Hesji-Darmstadt dziedzictwa po zmarłym landgrafie Hesji-Marburg (egzekucję tego wyroku wcześniej prowadził zajmując liczne dobra znajdujące się pod zarządem Wilhelma). Jerzy dbał o rozwój uniwersytetu w Marburgu, który znalazł się w granicach Hesji-Darmstadt dzięki temu wyrokowi, założył gimnazjum w Darmstadt, prowadził liczne wizytacje kraju dbając o odpowiedni poziom kadry urzędniczej i kościelnej. Starał się zachować neutralność wobec toczących się wokół zmagań wojny trzydziestoletniej; choć sam był luteraninem, sprzyjał stronnictwu cesarskiemu. Mimo to wojna nie oszczędzała jego kraju, w którym stacjonowały wojska cesarskie.
Gdy w 1631 r. Wilhelm V, wciąż pragnący rewizji wyroku z 1623 r. i układu z 1627 r., sprzymierzył się z królem szwedzkim Gustawem II Adolfem, Wilhelm zaatakował Jerzego i odebrał mu część księstwa. Zwycięstwa szwedzkie spowodowały, że Jerzy rozpoczął rokowania z Gustawem Adolfem i wynegocjował uznanie przez króla jego neutralności w zamian za odstąpienie twierdzy Rüsselsheim. Mimo to wciąż trwała wojna z Kasselczykami, a kraj był zniszczony, panował głód, od 1629 do 1637 r. szerzyła się zaraza. W 1634 r. przez księstwo przemaszerowali Szwedzi, plądrując, niszcząc i mordując jego mieszkańców; podobnie zachowywały się inne wojska, w tym cesarskie. Po śmierci Wilhelma wdowa po nim, Anna Elżbieta, wspierana przez Francuzów i Szwedów, prowadziła wojnę przeciwko Jerzemu, odbierając mu Marburg. Francuzi zajęli Darmstadt, a Jerzy musiał uciekać do Gießen.
Dzięki pośrednictwu księciu Saksonii-Gotha Ernesta I Pobożnego w 1648 r. Jerzy zawarł z Hesją-Kassel układ w Kassel, zgodnie z którym dokonano rewizji podziału Hesji-Marburg. Pod władzą Jerzego pozostała tylko część przyznanego mu w 1623 r. udziału, część z Marburgiem przypadła Hesji-Kassel. W związku z utratą tamtejszego uniwersytetu Jerzy przywrócił do życia uniwersytet w Gießen. Powojenne lata Jerzy poświęcił odbudowie kraju ze zniszczeń, przykładając do tego ogromną troskę.

## Rodzina
Żoną Jerzego była od 1626 r. Zofia Eleonora (1609–1671), córka księcia Saksonii Jana Jerzego I Wettyna. Ze związku tego podchodziło czternaścioro dzieci:
- Ludwik VI (1630–1678), następca ojca jako landgraf Hesji-Darmstadt,
- Magdalena Sybilla (1631–1651),
- Jerzy (1632–1676),
- Zofia Eleonora (1634–1663), żona landgrafa Hesji-Homburg Wilhelma Krzysztofa,
- Elżbieta Amalia Magdalena (1635–1709), żona palatyna reńskiego Filipa Wilhelma Wittelsbacha,
- Luiza Krystyna (1636–1697), żona hrabiego Stolbergu-Ortenbergu Krzysztofa Ludwika I,
- Anna Maria (1637–1637),
- Anna Zofia (1638–1683), ksieni klasztoru w Kwedliburgu,
- Amalia Juliana (1639–1639),
- Henrietta Dorota (1641–1672), żona hrabiego Waldeck-Landau Jana II,
- Jan (1642–1643),
- Augusta Filipina (1643–1672),
- Agnieszka (1645–1645),
- Maria Jadwiga (1647–1680), żona księcia Saksonii-Meiningen Bernarda I.